# Daniel Seghers

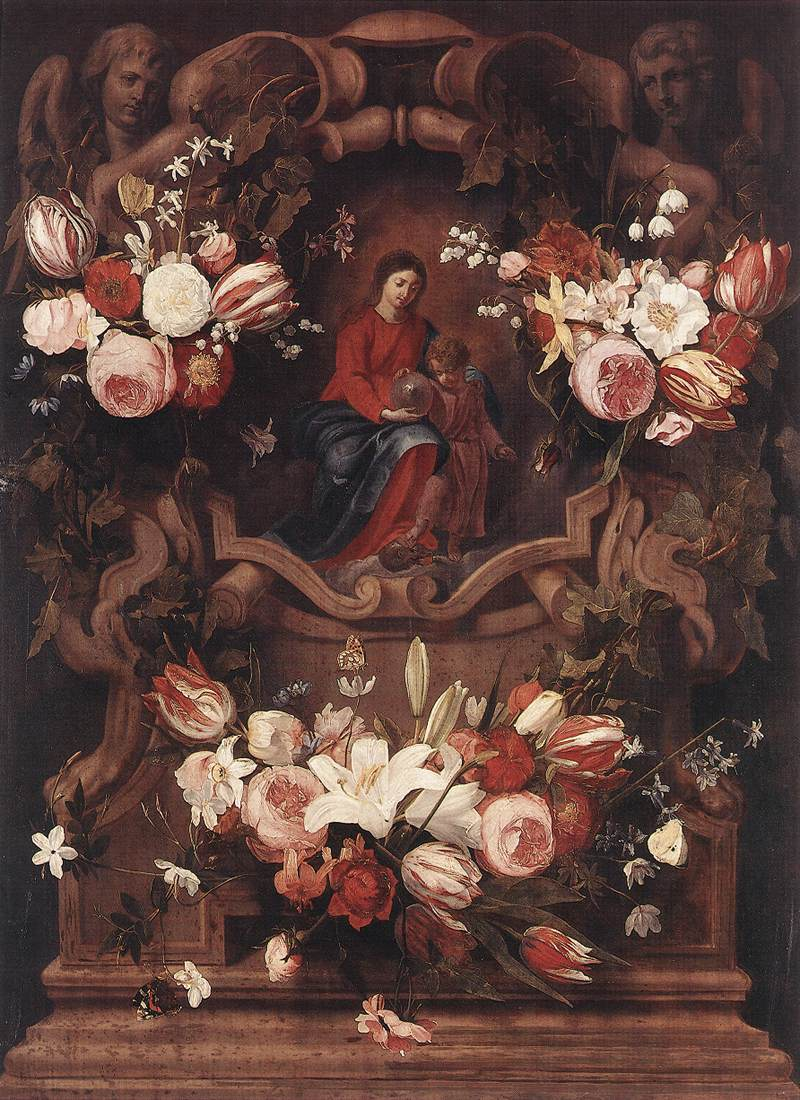
Madonna z Dzieciątkiem w otoku kwiatów, (poł. XVII w.)

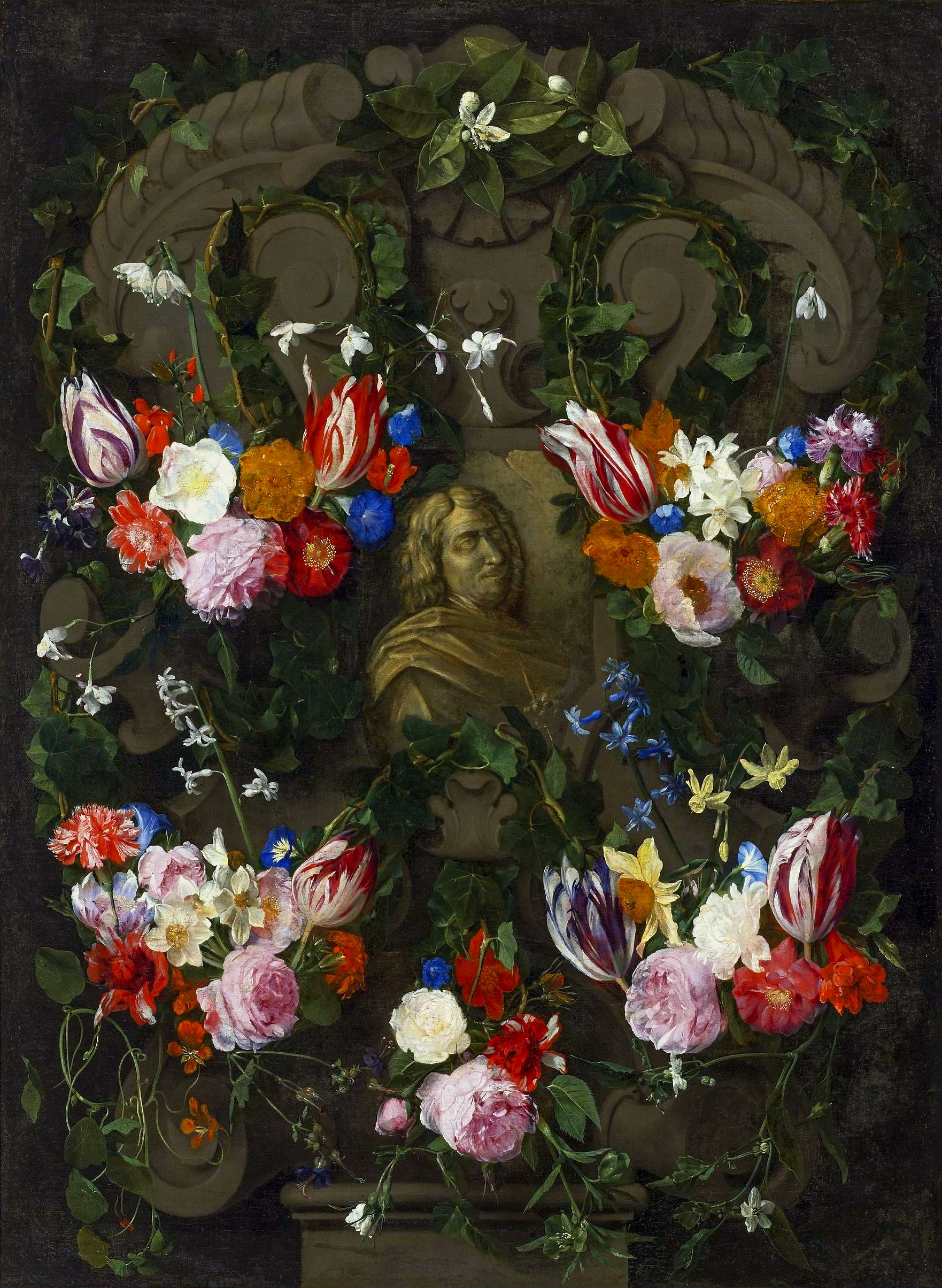
Kartusz z popiersiem Nicolasa Poussina w otoku kwiatów, (ok. 1650)

Daniel Seghers (ur. 3 grudnia 1590 w Antwerpii, zm. 2 listopada 1661 tamże) – flamandzki malarz barokowy specjalizujący się w przedstawieniach kwiatów.

## Życiorys
Urodził się w Antwerpii i był z nią związany większą część życia. W 1601 po śmierci ojca przeniósł się z matką do Republiki Zjednoczonych Prowincji. Ponownie pojawił się w mieście w 1611, już jako członek gildii św. Łukasza i uczeń Jana Brueghla (starszego). W 1614 wstąpił do zakonu jezuitów w Mechelen, w latach 1621–1625 przebywał w Brukseli, a następnie w Rzymie. Do rodzinnej Antwerpii powrócił w 1627 i pozostał w niej do śmierci. Nie ma jednoznacznych informacji, czy był wyświęcony na kapłana, czy też pozostał prostym bratem zakonnym, w tej kwestii źródła podają rozbieżne informacje. Nie budzi natomiast wątpliwości aktywność artystyczna malarza, którego prace były poszukiwane przez koneserów już w XVII w. Większość z nich nie trafiła na tradycyjny rynek sztuki, ale była przyznawana przez zakon jezuitów w formie nagród i prezentów dla władców i najbardziej zasłużonych sponsorów.
Daniel Seghers malował przede wszystkim martwe natury, których tematem były kwiaty. Szczególną sławę uzyskał jako autor kwietnych girland i otoków. Jego prace cieszyły się wielkim uznaniem i popularnością, posiadał je Fryderyk Henryk Orański, dotarły też na dwory królewskie Anglii, Austrii i Szwecji. Artysta najczęściej współpracował z innymi malarzami, którzy w przygotowanych przez niego girlandach malowali niewielkie scenki o tematyce religijnej lub historycznej, iluzyjne kartusze i reliefy. Dzięki pozostawieniu przez malarza listy dzieł, znamy jego współpracowników, byli to m.in. Cornelis Schut (44 razy), Erasmus Quellinus (28x), Abraham van Diepenbeeck (6x), Simon de Vos (6x), Jan van den Hoecke (2x), Gonzales Coques (2x) i Rubens (2x).
W Muzeum Narodowym w Warszawie znajduje się obraz Daniela Seghersa Kartusz z popiersiem Nicolasa Poussina w otoku kwiatów (nr inw. M.Ob. 566),
natomiast w Galerii Malarstwa i Rzeźby Muzeum Narodowego w Poznaniu obraz Św. Rodzina w wieńcu kwiatów (nr inw. Mo 89).